# 劉義遵
劉義遵（1755年—？），字宜之，四川順慶府鄰水縣高灘人，清代政治人物。

## 生平
乾隆四十二年丁酉科拔貢（1777年），原任蘆山縣教諭，嘉慶十年籖掣廣東嘉應州鎮平縣知縣，十一月初二日辛亥引見調補雲南，嘉慶十一年任雲南建水縣知縣，十三年七月署通海縣知縣。
任內玩視命案辦理草率，并因墊完民欠修理河堤挪移庫項款銀四千餘兩，被參奏革職，士民設祿位牌，回鄉后掌潾山書院。